# Liste der Naturdenkmale in Oberhausen an der Appel
Die Liste der Naturdenkmale in Oberhausen an der Appel nennt die im Gemeindegebiet von Oberhausen an der Appel ausgewiesenen Naturdenkmale (Stand 28. März 2024).

## Naturdenkmale
| Nr.         | Bezeichnung      | Lage                                    | Beschreibung                                   | Bild                                    |
| ----------- | ---------------- | --------------------------------------- | ---------------------------------------------- | --------------------------------------- |
| ND-7333-101 | Acht Speierlinge | östlich des Ortes; Flur Vorderberg Lage | Sorbus domestica, acht Bäume; Umfang 1,5–2,0 m | Direkt Bild zu diesem Denkmal hochladen |